# Grupo Desportivo de Chaves
El Grupo Desportivo de Chaves és un club de futbol de la ciutat de Chaves, a Portugal.

## Història
Va ser fundat el 27 de setembre de 1949. Ha jugat tretze temporades a la primera divisió portuguesa, destacant dues cinquenes posicions les temporades 1986-87 i 1989-90. Ha participat una temporada a la Copa de la UEFA el 1987-88, on eliminà l'Universitatea Craiova i fou derrotat la següent ronda pel Budapest Honvéd. Fou finalista de la Copa de Portugal el 2009-10.